# محمد امامی (تهیه‌کننده)

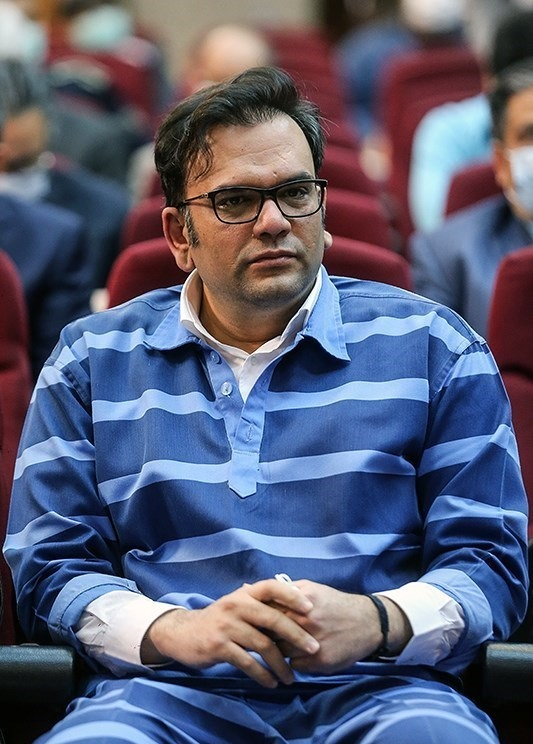
محمد امامی در دادگاه - مهر ۱۳۹۹

محمد امامی تهیه‌کننده اهل ایران است. او در بازه زمانی تقریباً شش ساله‌ای در دهه ۹۰، سرمایه‌گذار آثار نمایشی مختلفی از جمله سریال‌های شهرزاد و شاهگوش و فیلم‌هایی چون ابد و یک روز، خوب، بد، جلف، کاناپه، مغزهای کوچک زنگ‌زده، خوک و مصادره بود. طیف آثاری که او در تولید آنها مشارکت کرد، گسترده و متنوع و با مضامین مختلف بود که برخی از آنها جزو آثار پرمخاطب سال‌های تولیدشان محسوب می‌شدند. فعالیت‌های محمد امامی در شرکتی به نام تصویرگستر پاسارگاد انجام می‌شد که یکی از موسسه‌های ثبت شده در حوزه نمایش خانگی بود.
امامی در اردیبهشت ۱۴۰۱ و در جریان پرونده فساد مالی بانک سرمایه به جرم اخلال کلان در نظام اقتصادی به ۲۰ سال زندان، رد مال و انفصال از خدمات دولتی محکوم شد. امامی متهم بود از بانک سرمایه میلیاردها تومان وام گرفته اما در فروش اموال خود به بانک چندین برابر گران نمایی کرده یعنی بیشتر از ارزش واقعی آن را به بانک فروخته‌است.